# Scooby-Doo en Europe
 (février 2020).
Scooby-Doo en Europe est une série d'animation franco-américaine composée d'épisodes de 4 minutes environ et mélangeant des images filmées avec le dessin animé des personnages.
L'équipe se compose des personnages habituels des séries Scooby-Doo.
La série est diffusée en France à partir de mai 2019 sur France 3.

## Synopsis
À bord de la Mystery Machine, Fred, Daphné, Vera, Sammy et le fantastique Scooby-doo visitent les pays de l'Union européenne.

## Fiche technique
- Producteur délégué : Warner Bros TV
- Producteur exécutif : Kayenta Production
- Avec la participation de France Télévisions
- Réalisation : Louis Bizon, Jean- François rébeillard, Gilles Baillon, Marion Plantier , Nicolas Marie.
- Montage Son et mixage : Nicolas Vallée
- Musique générique : Ludwig van Beethoven - Symphonie n°9 / adaptation Gaël Gelineau
- Musique additionnelle : Universal Publishing Production Music
- Pays d'origine : France et États-Unis
- Format : mélange d'images filmées et d'animation
- Genre : animation, fantastique, comédie, suspense, voyage
- Durée : 4 minutes
- Dates de première diffusion : 22 mai 2019 (France)

## Épisodes

### Saison 1 (2019)
1. Espagne
2. Irlande
3. Italie
4. Portugal
5. Slovénie et Croatie
6. Pologne
7. Grèce
8. Pays Baltes
9. France
10. Benelux
11. Malte
12. Chypre
13. Bulgarie
14. Autriche
15. Roumanie
16. Allemagne
17. Hongrie
18. Danemark
19. Royaume-Uni
20. République Tchèque et Slovaquie

## Distribution

### Voix françaises
- Caroline Pascal : Véra Dinkley
- Céline Melloul : Daphné Blake
- Éric Missoffe : Sammy Rogers / Scooby-Doo
- Mathias Kozlowski : Fred Jones